# Horia (Constanța)
Horia é uma comuna romena localizada no distrito de Constanţa, na região de Dobruja. A comuna possui uma área de 58.69 km² e sua população era de 1601 habitantes segundo o censo de 2007.